# Зилер, Эндрю Литлтон
Эндрю Литлтон Зилер (англ. Andrew Littleton Sihler; 25 февраля 1941, Сиэтл) — американский лингвист, компаративист, известен по большей части как автор монументального труда «Новая сравнительная грамматика греческого и латинского языков» (1995).

## Биография
Профессор университета Мэдисон (штат Висконсин). Один из главных трудов Зилера, «Новая сравнительная грамматика греческого и латинского языков» (англ. New Comparative Grammar of Greek and Latin) изначально была задумана как переиздание фундаментальной грамматики Ч. Д. Бака, однако по мере написания стала самостоятельным трудом по историческому развитию грамматики древнегреческого и латинского языков. Переведена на новогреческий язык.
Другие работы автора:
- Proto-Indo-European post-consonantal resonants in word-initial sequences (с англ. «Праиндоевропейские постконсонантные сонорные в начале слова»; 1979)[3];
- Language History: An Introduction (с англ. «История языка: введение»; 2000)[4].